# Sébastien Chato
 (juin 2015).
Si vous disposez d'ouvrages ou d'articles de référence ou si vous connaissez des sites web de qualité traitant du thème abordé ici, merci de compléter l'article en donnant les références utiles à sa vérifiabilité et en les liant à la section « Notes et références ».

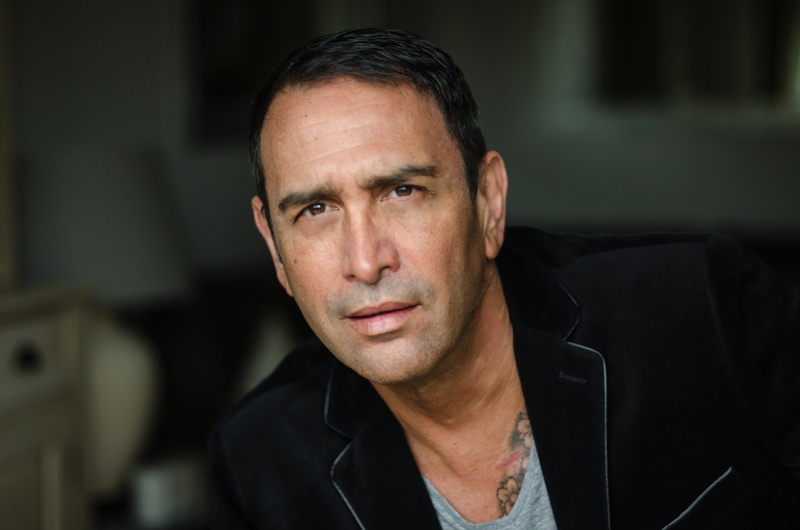
Sebastien Chato

Sébastien El Chato, de son vrai nom Jean-Sébastien Abaldonato, est un chanteur et guitariste français d'origine gitane, né le 5 avril 1961 à Marseille.

## Biographie
Sébastien El Chato est né à Marseille de parents français d’origine gitane andalou. À l'âge de six ans, il remporte plusieurs concours de chant locaux[réf. nécessaire].
Son père contacte plusieurs maisons de disques pendant des vacances en Espagne. Quelques jours plus tard, Sébastien enregistre une chanson dans un studio professionnel. La famille entière déménage alors en Espagne, et ses frères l’accompagnent sur scène lors de tournées. L’année suivante, il fait une tournée à travers l’Espagne aux côtés de Manolo Escobar. À 8 ans, il chante en première partie de Dalida à Marseille.[réf. nécessaire]
En 1978, il sort les titres Que bonita eres, Loco loco, ou encore Solo cantare. 
Sébastien Chato rejoint l'émission La Classe sur FR3[Quand ?][réf. nécessaire].
C’est sur le conseil de Guy Lux qu’il choisit à ce moment de chanter en français[réf. nécessaire]. En 1987 paraît son disque Je l’aime, rapidement suivi par Imagine, Garde-la, Le cœur d’une mère. En 1996, il sort Viens m’embrasser, un double album enregistré en français. En 1998, il réenregistre tous ses titres en espagnol.
En 2001, alors qu’il accompagne deux amis passer une audition, il rencontre le metteur en scène du spectacle Roméo et Juliette, Gérard Presgurvic. Il est engagé pour interpréter le rôle du comte Capulet, le père de Juliette. 
En 2004, Sébastien Chato joue dans une nouvelle comédie musicale, Les enfants du soleil, écrite par Didier Barbelivien et mis en scène par Alexandre Arcady. Il continue également à se produire à travers la France.
En 2011, Sébastien Chato fait paraître un nouvel album intitulé Gipsy Rumbas.
À la demande d'Universal France, il écrit pour Kendji Girac la chanson Baila amigo[réf. nécessaire].
En 2017, Walt Disney Pictures le contacte pour interpréter en espagnol une chanson dans le long-métrage de Pixar, Coco.

## Discographie
- 1978 - Que bonita eres
- 1979 - Medley original
- 1983 - La chunga (2 version française et espagnole)
- 1984 - Siempre mañana / baila
- 1985 - Je veux l'aimer (1re version)
- 1985 - Ci vorrebbe un amico (sous le nom sebastian)
- 1986 - Espanito
- 1987 - Je l'aime
- 1988 - Le cœur d'une mère (version 45 tours)
- 1988 - Tous les medleys ambiance explosive
- 1989 - Imagine
- 1989 - Imagine (remix)
- 1990 - Garde-la
- 1990 - Que bonita eres (version 1990) album
- 1992 - Tous ses slows
- 1992 - Je serai là
- 1992 - Plein succès
- 1993 - A la vie, a la l'amour
- 1993 - The Collection
- 1993 - The very Best of El Chato
- 1993 - Te quiero ven
- 1994 - El Chato à Barcelona
- 1994 - Si tu te vas
- 1995 - Le cœur à l'envers (duo avec Patric Fiori)
- 1996 - Viens m'embrasser
- 1998 - Dalida Le rêve Oriental ( duo avec Dalida )
- 1999 - Collection Ambiance Explosive
- 2000 - Dalida Révolution (duo avec Dalida)
- 2000 - Roméo et Juliette
- 2000 - Roméo et Juliette live
- 2000 - Noël ensemble
- 2001 - Avoir une fille
- 2002 - Greatest hits The Rumba
- 2003 - Face à ce monde
- 2003 - Vivant
- 2005 - L'Album
- 2008 - L'essentiel
- 2009 - Les années gipsy
- 2010 - Quiero vivir
- 2011 - Gipsy Rumba
- 2016 - Au nom de l'amour
- 2017 - C'est la vie
- 2017 - Recuerdame COCO (version Sébastien Chato)
- 2020 - C'est la vie (qu'on oublie) Sébastien El Chato, en duo avec Ginie Line
- 2020 - j' pars avec toi
- 2022 - Sébastien el Chato Chante " julio Iglesias "
- 2025 - Racines